# 지즈
지즈 (히브리어:זיז, 영문:Ziz)는 유대인들의 신화에서 나오는 그리핀과 같은 거대한 새로, 날개를 펴는 것만으로도 태양을 가릴 수 있다고 전해진다. 이것은 전형적인 거대 괴물들에 속하는 것으로 보인다. 랍비들은 이 지즈가 페르시아의 시무르그라는 괴물에 대적할만하다고 말한다. 베헤못, 레비아탄, 그리고 지즈는 러시아에 사는 랍비들이 가장 선호해왔던 장식 모티브이기도 하다.

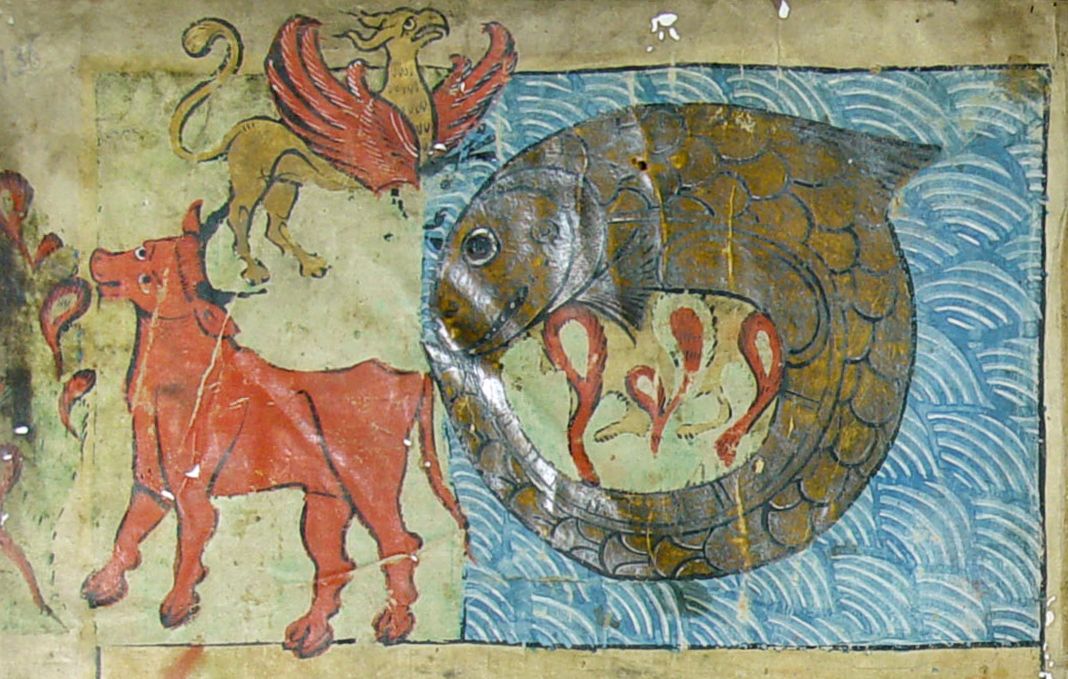
오른쪽부터 시계방향으로 : 레비아탄, 베헤모스 그리고 지즈

## 유대교에서의 지즈
유대교의 전설에 의하면, 지즈는 땅의 힘을 상징하는 베헤모스와 바다의 힘을 나타내는 레비아탄에 대응하는 하늘의 힘을 나타내는 새로, 지즈와 레비아탄, 베헤모스의 고기가 세상이 종말할 때, 의인들이 하느님과 즐기는 연회에서 나올것이라 한다.
또한, 창세기의 해설서인 하가다의 제 7장을 보면, 물고기들은 물에서 창조되었고 새들은 물이 가득 찬 늪에서 창조되었는데, 물고기들의 왕으로 레비아탄이 창조되었고 지즈가 모든 새들을 다스리는 새들이 왕으로 창조되었다고 한다.

이 새는 유대교의 일반적인 종말론보다는 미드라시에 나온다.

## 같이 보기
- 베헤모스
- 레비아탄
- 유대교
- 성서
- 가루다
- 그리핀
- 시무르그
- 악마